# محمد عبدالمنعم
محمد عبدالمنعم (عربی: مُحَمَّد عَبدالْمُنْعِم السَّيِّد مُحَمَّد أَحمَد؛ زادهٔ ۱ فوریهٔ ۱۹۹۹) بازیکن فوتبال اهل مصر است.
وی همچنین در تیم ملی فوتبال مصر بازی کرده‌است.